# Porzellanmuseum Klášterec nad Ohří

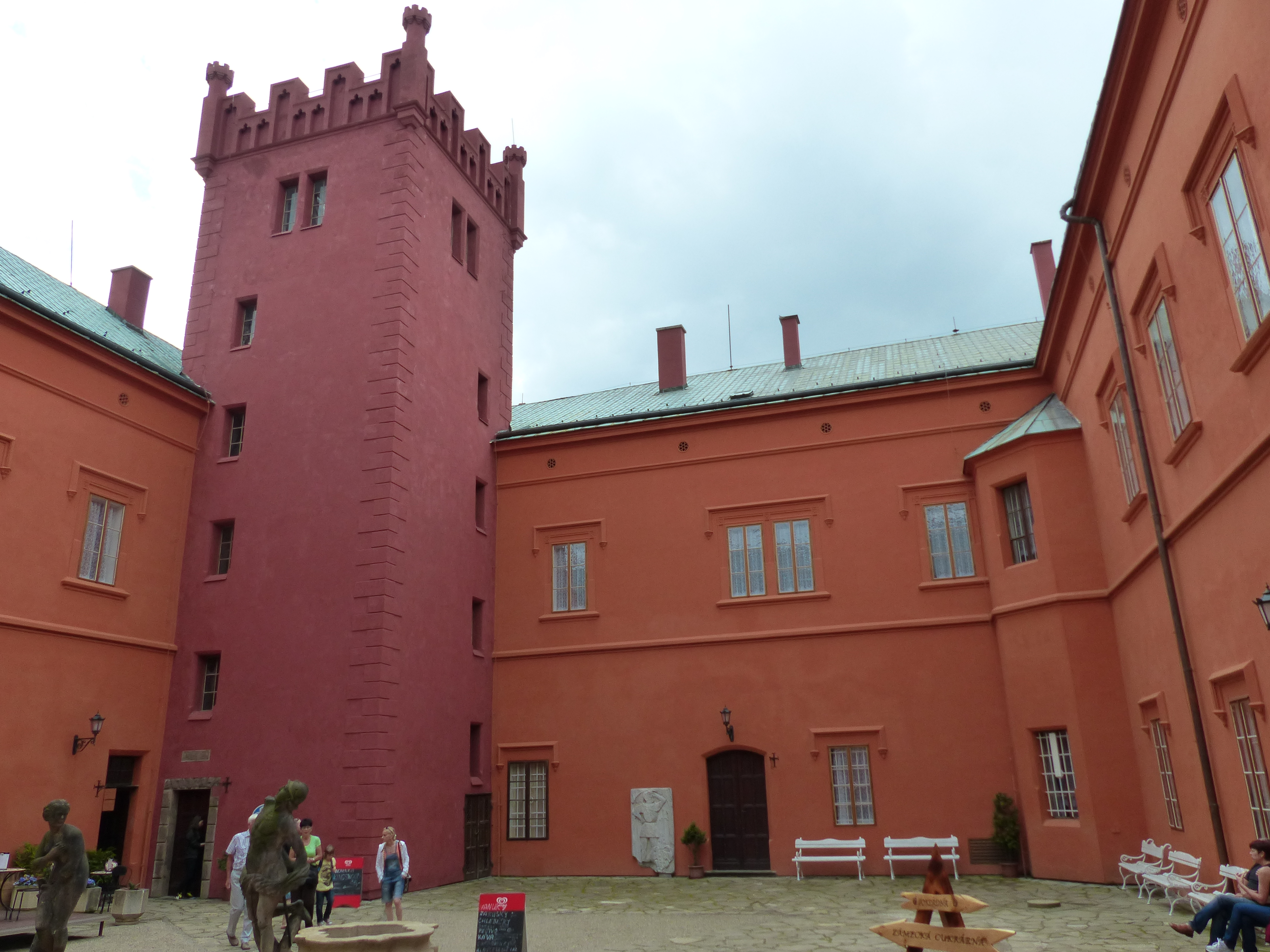
Eingang im Schlossinnenhof

Das Porzellanmuseum Klášterec nad Ohří (tschechisch Muzeum porcelánu) ist ein an das Kunstgewerbemuseum in Prag (UPM) angegliedertes Porzellanmuseum im Schloss Klášterec nad Ohří in Klášterec nad Ohří.
Der Ort beherbergte 1794–2024 eine Porzellanmanufaktur. Das Interieur wurde 1950–1952 restauriert, das Museum enthält etwa 12.000 Exponate.
Ein Teil der Ausstellung präsentiert Porzellan aus China und Japan aus den Sammlungen von UPM. Der Beginn der europäischen Produktion wird im nächsten Teil der Ausstellung dokumentiert. Außerdem werden Schicksale der ursprünglichen Besitzer der ausgestellten Gegenstände beschrieben, die Opfer des Holocaust waren.
In der Zeit der Tschechoslowakei wurde hier als besonders wertvolles Objekt eine chinesische Porzellanvase aus dem 13. Jahrhundert, verziert mit Rankenmotiven, ausgestellt.